# Єва Мартон
Єва Мартон, (Єва Генріх, угор. Marton Éva, 18 червня 1943, Будапешт) — угорська оперна співачка.

## Життя та творчість
Мартон вчилася співу у Ендре Реслера і Еньо Сіпоса в будапештській Музичній академії Ференца Ліста. Дебютувала в партії Кейт Пінкертон «Мадам Батерфляй» під час літнього фестивалю на острові Маргіт. Офіційний оперний дебют відбувся у 1968 році в Будапештській державній опері партією Шемаханської цариці в опері «Золотий півник». Пізніше в Будапештській опері з великим успіхом виконала партію вавилонської цариці в опері Отторіно Респігі «Семіраміда»
У 1972—1977 роках співачка працює у опері Франкфурта-на-Майні. Виключно обдарована сопраністка, Єва Мартон з успіхом гастролює на найкращих оперних сценах світу — в Парижі, Лондоні, Берліні, Нью-Йорку, Мілані, Відні, Мюнхені, Штутгарті, Буенос-Айресі, Чикаго, Сан-Франциско, Цюриху, Гамбурзі та ін. Виступає як з ліричним репертуаром (твори Моцарта, Пуччіні, Джордано), так і в драматичних операх (Вагнер, Штраусс). Єва Мартон — багатостороння співачка. Її голос охоплює діапазон від бельканто і до високого драматичного сопрано. У 1977—1978 вона співала на Вагнерівському фестивалі в Байройті партію Венери у Тангейзері. 1986-гоі, під час постановки опери «Тоска» в Нью-Йоркській Метрополітен-опера, Єва отримала травму щелепи, проте продовжила виступ. У 1986 році разом з солісткою Донецького національного академічного театру опери та балету ім. Солов'яненка Людмилою Шемчук співала в опері Понк'єллі «Джоконда» у Віденській державній опері.
З 2005 року Є. Мартон — керівник факультету співу в Музичній академії Ференца Ліста, з 2006 вона професор співу там само.

## Нагороди
- 1980 — Співачка року, нагороджена в Мілані «Срібною трояндою»
- 1997 — премія Кошута; присвоєно звання почесного члена Віденської державної опери.
- Почесний громадянин Будапешта

## Партії в операх (вибране)
- Тоска (1980)
- Манон Леско (1978)
- Фіделио (1983)
- Андреа Шеньє (1986)
- Лоенгрін
- Трістан та Ізольда
- Семіраміда (1990)
- Саломея (1990)
- Турандот
- Парсіфаль
- Федора